# رادیو گا گا
رادیو گا گا (به انگلیسی: Radio Ga Ga) نام آهنگی از گروه راک انگلیسی، کوئین است. این آهنگ در سال ۱۹۸۳ ضبط و در سال ۱۹۸۴ منتشر شد. این آهنگ در آلبوم آثار قرار داشته و توسط راجر تیلور، نوازنده درام گروه نوشته شده است. این آهنگ به همراه آهنگ دیگری از برایان می، نوازنده گیتار لید گروه که «دیوونه می‌شم» نام داشت، به صورت تک‌آهنگ منتشر شد. همچنین این آهنگ در دو آلبوم گردآوری‌شده گروه به نام‌های برترین آثار ۲ و کلاسیک کوئین هم قرار داشت.
این تک‌آهنگ موفقیتی جهانی برای گروه کوئین به ارمغان آورد و در ۱۹ کشور رتبه اول، در جدول تک‌آهنگ‌های بریتانیا رتبه دوم، و در ۱۰۰ آهنگ داغ بیلبورد در ایالات متحده هم رتبه ۱۶ را کسب کرد. گروه کوئین در تمام کنسرتهایشان از سال ۱۹۸۴ تا آخرین کنسرتی که با فردی مرکوری (آوازخوان اصلی گروه) داشتند و در سال ۱۹۸۶ بود، این آهنگ را هم اجرا کردند که قابل توجه‌ترین اجرای آنها در لایو اید در سال ۱۹۸۵ بود.
همچنین این آهنگ در اتوموبیل دزدی بزرگ۵ در یکی از کانال های رادیویی می‌توان شنید